# 박원숙
박원숙(1949년 2월 16일 ~ )은 대한민국의 배우이다.

## 연기 활동

### 드라마
- 1970년 MBC 월요연속극 《어머니》
- 1970년 MBC 화요연속극 《화려한 계절》
- 1971년 MBC 일일연속극 《아버지》
- 1971년 MBC 수사실화극 《수사반장》
- 1972년 MBC 목요연속극 《소양강》
- 1973년 MBC 일일연속극 《시댁》
- 1973년 MBC 신춘특집극 《돌연변이》
- 1973년 MBC 반공드라마 《113 수사본부》
- 1974년 MBC 일일연속극 《강남가족》
- 1974년 MBC 신년특집극 《선네》
- 1974년 MBC 화요코미디 《남자는 바보야》
- 1974년 MBC 일일연속극 《수선화》 ... 미스 민 역
- 1974년 MBC 화요연속극 《손님》
- 1974년 MBC 일일연속극 《황녀》
- 1974년 MBC 일일연속극 《갈대》 ... 둘째 며느리 역
- 1975년 MBC 화요연속극 《소망》
- 1975년 MBC 일일연속극 《효자문》
- 1975년 MBC 일일연속극 《귀로》
- 1976년 MBC 3.1특집극 《거룩한 손님》
- 1976년 MBC 일일연속극 《내일이면》
- 1976년 MBC 창사특집극 《쇠랑산 처녀》
- 1976년 MBC 일일연속사극 《사미인곡》
- 1976년 MBC 어린이연속극 《철이의 모험》
- 1976년 MBC 일일연속극 《꽃사슴》
- 1977년 MBC 화요연속극 《봄처녀 오셨네》
- 1977년 MBC 어린이연속극 《특파원 001》
- 1977년 MBC 주말연속극 《왜 그러지》
- 1977년 MBC 일일연속사극 《타국》
- 1977년 MBC 추석특집극 《최진사댁 고명딸》
- 1977년 MBC 어린이연속극 《유령의 집》
- 1977년 MBC 일일연속극 《빨간 능금이 열릴때까지》
- 1978년 MBC 신년특집극 《봄이 오면》
- 1978년 MBC 일일연속극 《남풍》
- 1978년 MBC 일일연속극 《주인》
- 1978년 MBC 어린이연속극 《범바윗골의 비밀》
- 1978년 MBC 금요연속극 《막내 며느리》
- 1978년 MBC 8.15특집극 《뜨거운 손》
- 1978년 MBC 일일연속사극 《연지》
- 1979년 MBC 주간단막극 《사랑의 계절》
- 1979년 MBC 일일연속사극 《소망》
- 1979년 MBC 8.15특집극 《한국인》
- 1979년 MBC 일일연속극 《당신은 누구시길래》
- 1979년 MBC 특집드라마 《홀로 서는 나무》
- 1979년 MBC 추석특집극 《먼길도 아닌데》
- 1980년 MBC 수요연속극 《청춘의 초상》
- 1980년 MBC 금요연속사극 《홍사초롱》
- 1980년 MBC 6.25특집극 《아베의 가족》
- 1980년 MBC 주말연속극 《딸》
- 1980년 MBC 월요연속사극 《채봉전》
- 1980년 MBC 농촌드라마 《전원일기》 ... 송갑수의 아내 역
- 1981년 MBC 주말연속극 《안녕하세요》
- 1981년 MBC 신춘특집극 《승자와 패자》
- 1981년 MBC 정치드라마 《제1공화국》 ... 박현숙 역
- 1981년 MBC 일일연속극 《사랑합시다》
- 1981년 MBC 여인열전 《장희빈》
- 1981년 MBC 주간드라마 《민족풍속도》
- 1981년 MBC 주말연속극 《아빠의 수염》
- 1982년 MBC 일일연속극 《친구야 친구》
- 1982년 MBC 일일연속극 《어제 그리고 내일》
- 1983년 MBC 주말연속극 《저 별은 나의 별》
- 1983년 MBC 반공드라마 《3840 유격대》
- 1985년 MBC 수목드라마 《엄마의 방》
- 1985년 MBC 대하드라마 《조선왕조 오백년 - 풍란》 ... 경빈 박씨 역
- 1985년 MBC 주말연속극 《남자의 계절》 ... 김진숙 역
- 1986년~1991년 MBC 일요아침드라마 《한지붕 세가족》 ... 순돌이 엄마 역
- 1987년 KBS2 주간드라마 《큰형수》 ... 영주 역
- 1987년 KBS1 대하드라마 《토지》 ... 임이네 역
- 1989년 KBS1 독립투사특집극 《조명하》
- 1990년 MBC 미니시리즈 《여자는 무엇으로 사는가》 ... 고모 역
- 1990년 MBC 대하드라마 《조선왕조 오백년 - 대원군》
- 1990년 MBC 추석특집극 《추억 여행》 ... 이화순 역
- 1991년 MBC 수목드라마 《까치 며느리》 ... 강민선 역
- 1991년 SBS 소설극장 《여자 마흔다섯》 ... 명숙 역
- 1991년 SBS 주간연속극 《목소리를 낮춰요》
- 1992년 SBS 소설극장 《작은 도시》
- 1992년 SBS 주말극장 《모래위의 욕망》
- 1993년 KBS2 월화드라마 《일월》
- 1993년 SBS 월화드라마 《테마 시리즈 - 사랑이라 부르는 것》
- 1993년 SBS 주간시트콤 《오경장》
- 1994년 KBS2 일일연속극 《한쪽 눈을 감아요》
- 1994년 SBS 주말극장 《이 여자가 사는 법》 ... 안우숙 역
- 1995년 SBS 주간드라마 《서울 야상곡》
- 1995년 MBC 주말연속극 《아파트》
- 1995년 KBS2 미니시리즈 《간 큰 남자》
- 1996년 SBS 드라마 스페셜 《사랑의 이름으로》
- 1996년 KBS2 청소년드라마 《스타트》
- 1997년 MBC 주말연속극 《그대 그리고 나》 ... 홍 여사 역
- 1997년 KBS2 아침드라마 《여자는 어디에 머무는가》
- 1997년 SBS 드라마 스페셜 《화이트 크리스마스》 ... 재희 모 역
- 1997~98년 MBC 미니시리즈 《별은 내 가슴에》 ... 송 여사 역
- 1998~99년 MBC 일일연속극 《보고 또 보고》 ... 마송자 역
- 1998년 MBC 미니시리즈 《수줍은 연인》 ... 박 여사 역
- 1999년 MBC 단막극 《MBC 베스트극장 - 아빠 애인의 남자친구》 ... 재희 역
- 1999년 SBS 주간시트콤 《LA 아리랑》 ... 카사라 박 역
- 1999년 MBC 일일연속극 《날마다 행복해》 ... 유정 어머니 역
- 1999년 MBC 주말연속극 《장미와 콩나물》 ... 명희 역
- 1999년 SBS 드라마 스페셜 《토마토》 ... 성영숙 역
- 1999년 MBC 주말연속극 《사랑해 당신을》 ... 장옥희 역
- 2000년 MBC 미니시리즈 《이브의 모든 것》 ... 송 여사 역
- 2000년 SBS 미니시리즈 《루키》 ... 윤사연 역
- 2000년 KBS2 미니시리즈 《바보같은 사랑》 ... 김미숙 역
- 2001년 SBS 주말극장 《화려한 시절》 ... 어머니 역
- 2001년 MBC 주말연속극 《그 여자네 집》 ... 영채 모 역
- 2001년 SBS 주말극장 《그래도 사랑해》 ... 기현 모, 김 여사 역
- 2001년 MBC 주간드라마 《우리집》 ... 조은자 역
- 2001년 KBS1 일일연속극 《우리가 남인가요》 ... 김정숙 역
- 2002년 MBC 미니시리즈 《로망스》 ... 윤미희 역
- 2002년 KBS1 일일연속극 《당신 옆이 좋아》 ... 윤희숙 역
- 2002년 SBS 주말특별기획 《라이벌》 ... 오혜라 역
- 2003년 SBS 대기획 《올인》 ... 정애 모, 장현자 역
- 2003년 KBS2 주말연속극 《진주 목걸이》 ... 기남 모, 노순복 역
- 2003년 SBS 일일연속극 《흥부네 박터졌네》 ... 오점순 역
- 2003년 SBS 주말극장 《백수탈출》 ... 이정애 역
- 2004년 SBS 주말특별기획 《폭풍 속으로》 ... 강인주 역
- 2004년 SBS 드라마스페셜 《파란만장 미스 김 10억 만들기》 ... 무열 엄마 역
- 2004년 MBC 미니시리즈 《12월의 열대야》 ... 나애숙 역
- 2004년 SBS 드라마스페셜 《형수님은 열아홉》 ... 임청옥 역
- 2005년 KBS1 일일연속극 《어여쁜 당신》 ... 조옥진 역
- 2005년 KBS2 창사특집극 《유행가가 되리》 ... 박진영 역
- 2006년 MBC 일일연속극 《사랑은 아무도 못말려》 ... 장연숙 역
- 2006년 tvN 미니시리즈 《하이에나》
- 2006년 MBC 4부작특집극 《기적》 ... 이미소 역
- 2007년 SBS 미니시리즈 《사랑하는 사람아》
- 2007년 MBC 미니시리즈 《커피프린스 1호점》 ... 은찬 모 역
- 2007년 SBS 드라마 스페셜 《완벽한 이웃을 만나는 법》 ... 윤희 모, 선우 여사 역
- 2007년 MBC 주말 특별기획 《겨울새》 ... 강 여사 역
- 2008년 MBC 미니시리즈 《대한민국 변호사》 ... 민국 모, 고경희 역
- 2008년 SBS 주말극장 《유리의 성》 ... 윤인경 역
- 2009년 SBS 연말특집극 《아버지의 집》 ... 순애 역
- 2010년 SBS 일일연속극 《세 자매》 ... 장순애 역
- 2010년 SBS 주말극장 《웃어요, 엄마》 ... 박순자 역
- 2011년 MBC 미니시리즈 《최고의 사랑》 ... 필주 모 역
- 2011년 KBS2 미니시리즈 《포세이돈》 ... 엄희숙 역
- 2011년 MBC 미니시리즈 《지고는 못살아》 ... 유정난 역
- 2011년 MBC 창사특별기획 《빛과 그림자》 ... 박경자 역
- 2011년 채널A 미니시리즈 《총각네 야채가게》 ... 황수자 역
- 2013년 MBC 주말 특별기획 《백년의 유산》 ... 방영자 역
- 2013년 MBC 주말 특별기획 《황금 무지개》 ... 강정심 역
- 2014년 MBC 미니시리즈 《트라이앵글》 ... 허춘희 역
- 2014년 MBC 미니시리즈 《운명처럼 널 사랑해》 ... 왕회장 역
- 2015년 SBS 주말극장 《떴다! 패밀리》 ... 정끝순 역
- 2015년 MBC 주말 특별기획 《내 딸, 금사월》 ... 소국자 역
- 2016년 tvN 금토드라마 《디어 마이 프렌즈》 ... 이영원 역
- 2018년 SBS 드라마 스페셜 《황후의 품격》 ... 태황태후 조씨 역
- 2021년 tvN 토일드라마 《마인:MINE》 ... 양순혜 역
- 2022년 ENA 수목드라마 《구필수는 없다》 ... 천만금 역

### 영화
- 1975년 《새벽에 온 방문객》
- 1975년 《미스 염의 순정시절》
- 1975년 《안나의 유서》
- 1975년 《청춘극장》
- 1976년 《그래 그래 오늘은 안녕》
- 1976년 《비정지대》
- 1976년 《신풍객》
- 1976년 《과거는 왜 물어》
- 1977년 《겨울여자》
- 1977년 《나비 소녀》
- 1978년 《불》
- 1978년 《망명의 늪》
- 1978년 《오륙도 이무기》
- 1979년 《여수》
- 1979년 《12인의 하숙생》
- 1979년 《동백꽃 신사》
- 1979년 《O양의 아파트 2》
- 1980년 《바람 불어 좋은 날》
- 1980년 《겨울에 내리는 봄비》
- 1980년 《나를 보러 와요》
- 1980년 《낯선 곳에서 하룻밤》
- 1980년 《무협검풍》
- 1980년 《별명 붙은 사나이》
- 1980년 《복부인》
- 1980년 《오사까의 외로운 별》
- 1980년 《잊어야 할 그사람》
- 1980년 《춘자는 못말려》
- 1980년 《팔불출》
- 1980년 《협객 시라소니》
- 1980년 《외인들》
- 1981년 《여호신》
- 1981년 《빙점 81》
- 1981년 《종점》
- 1981년 《어둠의 자식들》
- 1981년 《이 깊은 밤의 포옹》
- 1981년 《아빠의 수염》
- 1981년 《사랑합시다》
- 1982년 《복수는 내게 맡겨라》
- 1982년 《꿀맛》
- 1982년 《욕망의 늪》
- 1983년 《인생극장》
- 1983년 《3일낮 3일밤》
- 1984년 《과부춤》
- 1984년 《사슴 사냥》
- 1984년 《장대를 잡은 여자》
- 1984년 《지금 이대로가 좋아》
- 1985년 《밤마다 천국》
- 1985년 《어우동》 ... 향지 역
- 1985년 《애마부인 3》 ... 세실리 역
- 1986년 《방황하는 별들》 ... 어머니 역
- 1986년 《날개달린 녀석들》
- 1987년 《달빛 사냥꾼》 ... 최여인 역
- 1987년 《Y의 체험》
- 1987년 《덫》
- 1997년 《체인지》 ... 대호 모 역
- 2006년 《구세주》 ... 정환 모 역

### 연극
- 《루브》(Luv)

기타
- 《소양강》
- 《여자가 머무르는 곳에》

### 뮤직비디오
- 2000년 태진아 - 사랑은 아무나 하나
- 2010년 태진아 - 사랑은 돈보다 좋다

## 방송
- 1987년 ~ 1991년 KBS1 《가정요리》 ... MC
- 1993년 ~ 1996년 KBS2 《가족오락관》 ... 게스트
- 1996년 KBS1 《TV는 사랑을 싣고》 ... 게스트
- 1998년 KBS2 《TV는 사랑을 싣고》 ... 게스트
- 2002년 ~ 2004년 SBS 《스타도네이션, 꿈은 이루어진다》
- 2014년 JTBC 《님과 함께》
- 2017년 ~ 2018년 KBS1 《박원숙의 같이 삽시다 시즌 1》
- 2019년 MBN 《모던 패밀리》
- 2020년 KBS2 《박원숙의 같이 삽시다 시즌 2》
- 2021년 ~ 2022년 KBS2 《박원숙의 같이 삽시다 시즌 3》
- 2022년 ~ 현재 KBS2《박원숙의 같이  삽시다 시즌4》

## CF
- 1973년 코카콜라음료 코카콜라
- 1979년 국제전광 (주방기기, 석유풍로) (Feat. 임현식)
- 1979년 백화양조 알렉산더
- 1983년 JW중외제약 훼럼
- 1985년 동화약품 판콜*에이 (Feat. 양지운)
- 1985년 건풍제약 라테판
- 1986년 한국크노르 크노르 고향맛죽
- 1987년 ~ 1989년 GC녹십자 제놀
- 1987년 삼진제약 게보린 ("MBC 드라마 - 한지붕 세가족" 팀으로 출연)
- 1988년 기아자동차 베스타 ("MBC 드라마 - 한지붕 세가족" 팀으로 출연)
- 1988년 상호신용금고 ("MBC 드라마 - 한지붕 세가족" 팀으로 출연)
- 1988년 프린스 깨소미 ("MBC 드라마 - 한지붕 세가족" 팀으로 출연)
- 1988년 유한양행 콘택 600
- 1989년 삼익제약 키디
- 1989년 동화약품 후시딘 (Feat. 나문희)
- 1989년 애경산업 트리오 (Feat. 한복선)
- 1989년 수산업협동조합 수협 은행
- 1989년 ~ 1990년 해태 도투락 (고향만두, 보쌈이) (Feat. 현석)
- 1990년 일동제약 아로나민 골드 (Feat. 김도연)
- 1990년 한솔교역 알뜰 가스랜지 커버 ("MBC 드라마 - 한지붕 세가족" 팀으로 출연)
- 1998년 제일약품 케펜텍
- 1998년 일화 맥 (MBC 드라마 그대 그리고 나 팀으로 출연)
- 1999년 일동제약 아로나민골드
- 2013년 자이글
- 2021년 글락소스미스클라인 폴리덴트
- 2021년 예다함

## 수상 경력
- 1974년 한국연극영화예술상 - 연극 부문 신인 연기상
- 1974년 MBC 탤런트 연기상 - 여자 우수 연기상
- 1988년 KBS 연기대상 - 여자 최우수 연기상
- 1989년 백상예술대상 - TV 부문 여자 연기상
- 1998년 MBC 연기대상 - TV 부문 여자 우수상
- 1999년 SBS 연기대상 - 여자 우수 조연상
- 2003년 SBS 연기대상 - 공로상
- 2005년 대한민국연예예술상 - 문화관광부장관 표창
- 2007년 MBC 연기대상 - 중견배우 부문 황금연기상
- 2013년 MBC 연기대상 - 공로상

## 저서
- 1998년 《열흘 운 년이 보름은 못 울어?》 (중앙M&B)
- 1999년 《맘좋은 년은 시애비가 열둘?》 (중앙M&B)
- 2006년 《박원숙의 메디컬 휘트니스》(비앰코리아)
- 2006년 《내 생애 마지막 다이어트》 (랜덤하우스코리아)